# Фёр, Теро
Теро Фёр (швед. Tero Föhr; 1 августа 1980) — финский ориентировщик, призёр чемпионата мира по спортивному ориентированию.
На чемпионате мира в 2007 году в Киеве завоевал серебряную медаль на средней дистанции.
Также был в составе эстафетной команды, которая выиграла бронзу.
Самым большим достижением можно считать победу на одном из этапов Кубка мира в 2008.
Выступает за финский клуб Vehkalahden Veikot, который в 2006 году привел к победе в эстафете Юкола.